# إف سي تو (بوابة)
أف سي تو (FC2، اختصار «كوبي كوبي الرائعة» (クピクピ)). هي شركة خدمات انترنت يابانية مشهورة تقدم خدمات تدوين ويب وخدمة استضافة الفيديو في اليابان (الثالثة في اليابان بعديوتيوب ونيكو نيكو دوغا) وخدمات استضافة مواقع الويب.تأسست في 20 يوليو / تموز 1999) ومقرها في هولندا. تتحتل المركز الحادي عشر كأكثر مواقع شعبية بحسب احصائيات كانون الثاني / يناير 2018. ومن المعروف عنها أنها، على عكس العديد من منافسيها، تسمح بتحميل مواد للكبار مثل الصور الإباحية وخطاب الكراهية.[بحاجة لمصدر]

## خلافات
حصل بعض الخلافات في الولايات المتحدة الأميركية بخاصة حين رفضت الشركة تقديم أي معلومات عن مستخدميها فيما يخالف القوانين الأميركية. وهذا تغير عام 2012 عندما حدثت اليابان قانون الأليات المدنية للشركات الأجنبية العاملة في اليابان.

## وصلات خارجية
- الموقع الرسمي